# Siegfried Ortmann
Siegfried Ortmann, född 17 januari 1937, död 17 januari 2023, var en tysk bågskytt. Han deltog vid olympiska sommarspelen 1972.